# Arkys nimdol
Arkys nimdol là một loài nhện trong họ Araneidae.
Loài này thuộc chi Arkys. Arkys nimdol được Pater Chrysanthus miêu tả năm 1971.